# Polytrichastrum alpinum
Espèce
Synonymes
- Pogonatum alpinum (Hedw.) Röhl.[2]
- Polytrichastrum alpinum var. alpinum[2]
- Polytrichastrum fragile (Bryhn) Schljakov[2]
- Polytrichum alpinum Hedw.[3] [2]
- Polytrichum brevifolium R. Br.[2]
- Polytrichum fasciculatum Michx.[2]
- Polytrichum nano-cephalum Müll. Hal.[2]
- Polytrichum obliquirostre Müll. Hal.[2]
- Polytrichum plurirameum Müll. Hal.[2]

Polytrichastrum alpinum est une espèce de mousses de la famille des Polytrichaceae.

## Synonymes
- Pogonatum alpinum (Hedw.) Röhl.
- Polytrichum alpinum Hedw.
- Polytrichum norvegicum Hedw.

## Liste des variétés
Selon The Plant List (15 novembre 2018) :
- variété Polytrichastrum alpinum var. fragile (Bryhn) D.G. Long
- variété Polytrichastrum alpinum var. septentrionale (Brid.) G.L. Sm.
- variété Polytrichastrum alpinum var. sylvaticum (Menzies) G.L. Merr.

Selon Tropicos (15 novembre 2018) (Attention liste brute contenant possiblement des synonymes) :
- variété Polytrichastrum alpinum var. alpinum
- variété Polytrichastrum alpinum var. brevifolium (R. Br.) Brassard
- variété Polytrichastrum alpinum var. fragariformis (W.X. Xu & R.L. Xiong) Redf. & P.C. Wu
- variété Polytrichastrum alpinum var. fragile (Bryhn) D.G. Long
- variété Polytrichastrum alpinum var. leptocarpum (Broth.) Redf. & P.C. Wu
- variété Polytrichastrum alpinum var. secundifolium (Broth.) Redf. & P.C. Wu
- variété Polytrichastrum alpinum var. septentrionale (Sw. ex Brid.) G.L. Sm.
- variété Polytrichastrum alpinum var. sylvaticum (Menzies) G.L. Merr.